# Kito Lorenc
Kito Lorenc (Schleife, 4 marzo 1938 – Bautzen, 24 settembre 2017) è stato uno scrittore e poeta tedesco.

## Biografia
Lorenz frequentò il liceo Sorbiano a Cottbus dal 1952 al 1956 e si laureò in studi slavi a Lipsia dal 1956 al 1961. Lavorò presso l'Istituto per la ricerca della gente sororiana a Bautzen tra il 1961 e il 1972. Dal 1972 al 1979, lavorò come drammaturgo allo State Ensemble per la cultura popolare soraba. Kito Lorenc era un membro della Sächsische Akademie der Künste e visse come scrittore freelance a Wuischke.

## Opere
- "Nowe časy - nowe kwasy", Poema, VEB Verlag Domowina, 1962
- "Swĕtło, prawda, swobodnosć", VEB Verlag Domowina, 1963
- Mina Witkojc "Po pućach časnikarki", Traduzione in Alto sorabo, VEB Verlag Domowina 1964
- Handrij Zejler "Serbske fabule", Traduzione, VEB Verlag Domowina 1966
- "Struga. Bilder einer Landschaft", Poesia, VEB Verlag Domowina, 1967
- "Der betresste Esel", Fabeln von Handrij Zejler, Traduzione, 1969, new at Domowina-Verlag 2004
- "Flurbereinigung", Poesia, Aufbau Verlag 1988
- "Gegen den grossen Popanz.", Poesia 1990
- "Achtzehn Gedichte der Jahre 1990-2002" Selections from Manfred Peter Hein
- "An einem schönbemalten Sonntag : Gedichte zu Gedichten", Edition Thanhäuser
- Rudolf Hartmetz, Hans Mirtschin, Kito Lorenc "Terra budissinensis", Lusatia 1997
- Jurij Chĕžka "Die Erde aus dem Traum", Domowina-Verlag 2002
- "Die Unerheblichkeit Berlins, Buch&Media 2002
- "Die wendische Schiffahrt", Domowina-Verlag 2004